# Хасан Балар
Хасан Балар (на гръцки: Παλιάμπελα, Палямбела, до 1927 година Χασάν Μπαλάρ, Хасан Балар) е село в Република Гърция, разположено на територията на дем Бук (Паранести), област Източна Македония и Тракия.

## География
Селото е разположено на 270 m надморска височина, на 24 km от Драма, на главния път за Ксанти.

## История
В края на XIX век Хасан Балар е село в Драмска кааза на Османската империя. След Междусъюзническата война попада в Гърция. В 1923 година населението на Хасан Балар е изселено в Турция по силата на Лозанския договор, а в селото са настанени гръцки бежанци. През 1927 година името на селото е сменено на Палямбела. Към 1928 година селото е изцяло бежанско с 31 семейства и общо 112 души.
Населението произвежда тютюн, жито и други земеделски култури, а се занимава частично и със скотовъдство.
| Година    | 1913 | 1920 | 1928 | 1940 | 1951 | 1961 | 1971 | 1981 | 1991 | 2001 | 2011 | 2021 |
| --------- | ---- | ---- | ---- | ---- | ---- | ---- | ---- | ---- | ---- | ---- | ---- | ---- |
| Население | 110  | 76   | 101  | 186  | 145  | 154  | 81   | 64   | 95   | 99   | 48   | 19   |